# 愚乱・浪花
愚乱・浪花（ぐらん・なにわ、本名：木村 吉公〈きむら よしくに〉、1977年2月15日 - 2010年10月6日）は、日本の元男性覆面レスラー。
「浪花」というリングネーム、カニをモチーフにしたマスク、「かにの網元（かに道楽のCMソング）」を流しながら阪神タイガースの応援ハッピを着て入場するなど大阪色を前面に押し出すキャラクターだった。

## 経歴
1992年、ユニバーサル・プロレスリングに入門。
1993年3月16日、みちのくプロレス矢巾町民総合体育館大会で木村吉公として7人参加バトルロイヤルでデビュー。6月2日、ユニバーサル大阪府立臨海スポーツセンター大会で「道頓堀の橋の下にいたところをデルフィンにスカウトされた」という触れ込みで覆面レスラー「愚乱・浪花」として対獅龍戦でデビュー。6月、みちのくプロレスに移籍。同年、デルフィン、新崎人生と共にルード軍「デルフィン軍団」を結成。東北における関西弁の悪印象を利用してデルフィンと共に「東北対関西」構図の悪役を演じていた。
1994年、TAKAみちのくのデルフィン軍団入りに抗議してTAKAとの抗争が勃発。9月29日、TAKAとのデルフィン軍団遺恨清算マッチ後にTAKAと和解。
1995年7月から8月、みちのくプロレスで開催された「ふく面ワールドリーグ戦」に出場。12月13日、WAR主催で開催された「SUPER J-CUP」に出場。
1997年5月から6月、新日本プロレスで開催された「BEST OF THE SUPER Jr.」に出場。
1999年1月17日、デルフィンらと共に、みちのくプロレスを退団。1月18日、デルフィンらと別れて、みちのくプロレスに団体預かりとして再入団。7月から8月、みちのくプロレスで開催された「ふく面ワールドリーグ戦」に出場。
2000年8月、みちのくプロレスを退団。
2001年5月から6月、新日本プロレスで開催された「BEST OF THE SUPER Jr.」に出場。
2003年5月20日、左腕を骨折して欠場。
2005年12月31日、インディーサミット後楽園ホール大会に突如乱入してファンに姿を見せた。
2010年10月6日、自宅で倒れ、心筋梗塞により死去。33歳没。生前最後の試合は死去する約半年前の同年4月29日に行われたKAIENTAI DOJO千葉Blue Field大会での8人タッグマッチだった。関係者によると死の5、6年前くらいから都内の一般企業で正社員としてはたらいていたという。

## 得意技
ドクターボム
スーパーボム
クラブチッタ
ドライバー・ザ・ナニワ
クラッチ・ザ・ナニワ
コテコテクラッチ
リバースネルソンデスロックと同型。
カニカニエルボー
リングの方を向きながらセカンドロープに跳び乗ってロープの上をカニの如く横歩きしたあと仰向けになった相手目掛けてエルボードロップを投下する。
スイングDDT

## 入場曲
- かにの網元（作詞：伊野上のぼる、作曲：キダ・タロー、歌：デューク・エイセス）

## タイトル歴
みちのくプロレス
- 中米ミドル級王座

## リングネーム
これまでスペル・デルフィンが名付けたリングネーム。
- 愚乱・浪花
- もみじ饅頭郎（みちのくプロレス広島大会限定キャラクター）

## 歌唱
- 愚乱・浪花が歌うスペル・デルフィン応援歌〜嗚呼! 栄光のスペル・デルフィン - 『スペル・デルフィンのテーマ「セニョール・ペルフェクト」』1995年8月19日。ASIN B000064FMR。JAN 4988001260783。

## 愚乱・浪花追悼試合
2010年12月25日 KAIENTAI DOJO後楽園ホール大会「CLUB-K SUPER overthrow」
| 第2試合 愚乱・浪花メモリアルマッチ1 みちのく・ザ・ベスト6人タッグマッチ                     |                               |                                                      |
| ザ・グレート・サスケ ×TAKAみちのく 獅龍                                                     | 10分30秒 デルフィンクラッチ   | スペル・デルフィン○ 新崎人生 ヨネ原人                |
| 第6試合 愚乱・浪花メモリアルマッチ2 海援隊☆DXファイナルカウントダウン3                      |                               |                                                      |
| ○TAKAみちのく FUNAKI カズ・ハヤシ MEN'Sテイオー                                             | 10分55秒 みちのくドライバーII | ザ・グレート・サスケ 気仙沼二郎× 藤田ミノル 湯浅和也 |
| 当初は10人タッグマッチだったがディック東郷の怪我により、新崎が抜けて8人タッグマッチに変更。 |                               |                                                      |